# Variety (magazin)
A Variety egy 1905-ben alapított amerikai szórakoztató magazin, alapítója Sime Silverman. Az újság először hetilapként jelent meg, majd 1933-ban, a filmipar fontosságának növekedése miatt elindult a Daily Variety is. 1998-ban Daily Variety Gotham címmel a lap New York-i változata is megszületett. 
2009 áprilisáig, húsz éven keresztül Peter Bart volt a lap főszerkesztője, azóta Timothy M. Gray.

## Fordítás
- Ez a szócikk részben vagy egészben  a   Variety (magazine) című angol Wikipédia-szócikk fordításán alapul.  Az eredeti cikk szerkesztőit annak laptörténete sorolja fel. Ez a jelzés csupán a megfogalmazás eredetét és a szerzői jogokat jelzi, nem szolgál a cikkben szereplő információk forrásmegjelöléseként.